# 若宮八幡宮 (高知市)
若宮八幡宮（わかみやはちまんぐう）は、高知県高知市にある神社。旧社格は県社。社紋は「まり巴」。

## 祭神
- 誉田別命 （応神天皇）
- 息長帯比売命 （神功皇后）
- 宗像三女神 （市杵島姫命、湍津姫命、田心姫命）
- 高靇神 - 相殿に祭祀

## 歴史
鎌倉時代の歴史書『吾妻鏡』の記述によれば、源頼朝は平氏を討ち果たした文治元年（1185年）に京都六条にあった祖父源為義邸跡に石清水八幡宮を勧請し六條若宮八幡宮を創建した。この時、土佐国吾川郡一円を六條若宮八幡宮の神領とし、鎮護のために同年12月30日、当地にも若宮八幡宮を分祀したとされている。
戦国時代の永禄3年（1560年）長宗我部元親は初陣に臨み、若宮八幡宮馬場先に陣を構えた。この時に初陣を勝利で飾った。以来、元親は合戦のたびに当社で戦勝祈願を行うようになった。
江戸時代に入り山内氏が土佐藩主となって以後も崇敬され藩主祈願八社の一つとされた。
明治時代になり近代社格制度が制定されると、明治6年（1873年）郷社に列した。更に昭和5年（1930年）には県社となった。
現在は高知市南部（長浜、御畳瀬、浦戸、横浜）の総鎮守となっている。

## 境内

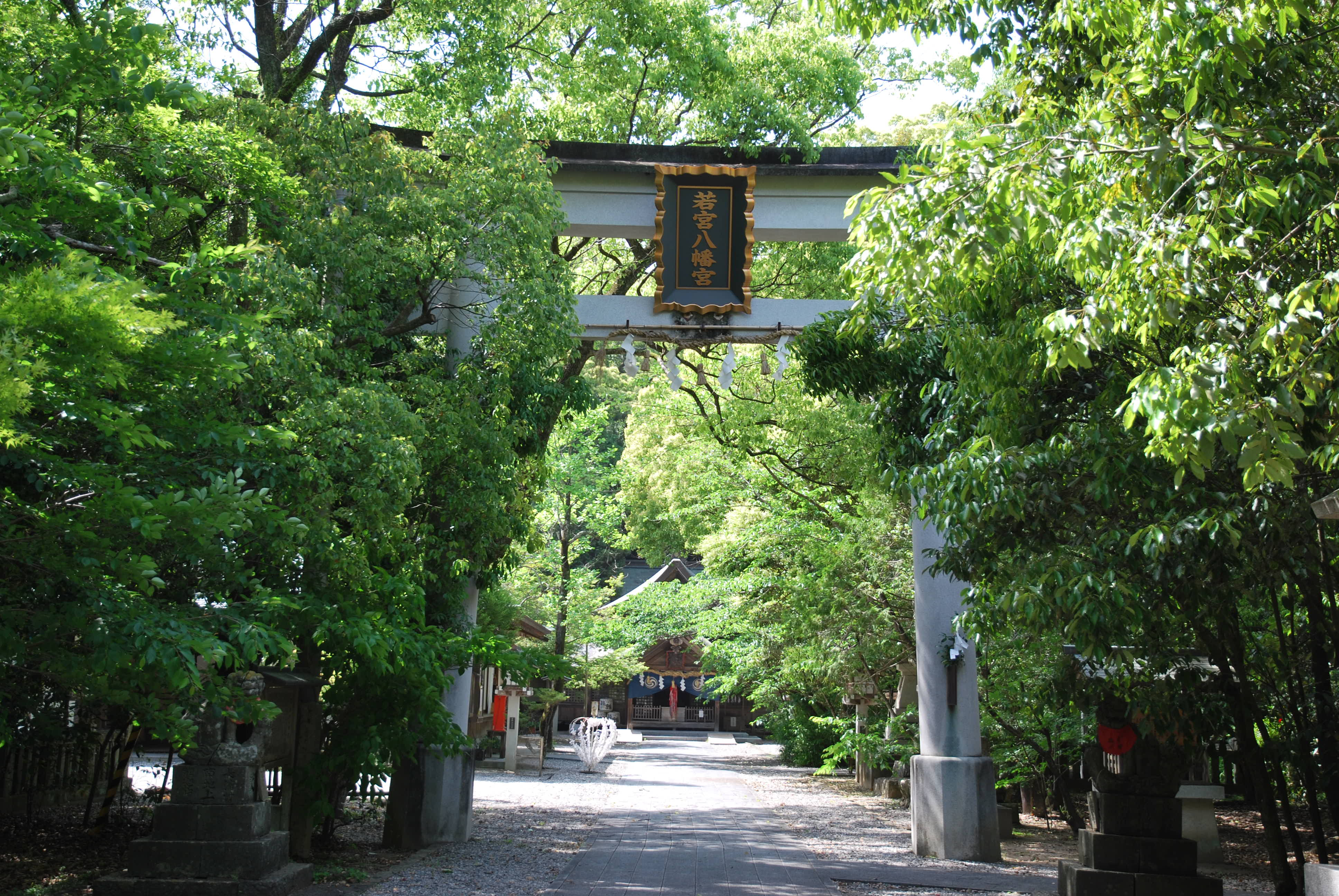
元親が壊したとされる鳥居跡に建つ鳥居

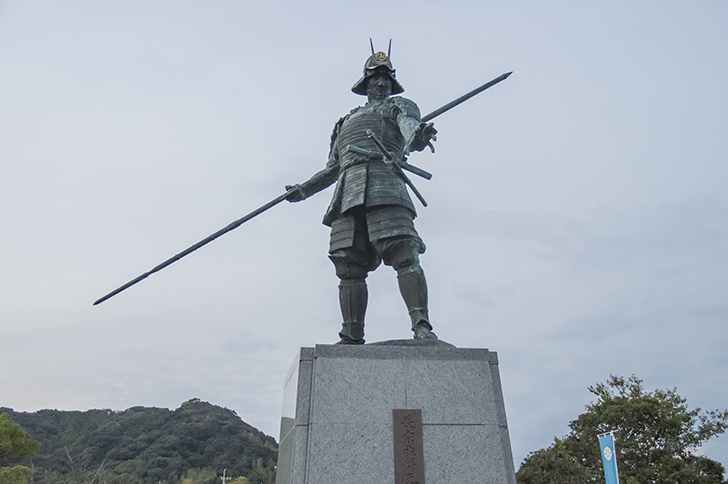
長宗我部元親初陣像

- 社殿

長宗我部元親が合戦のたびに当社で戦勝祈願を行うようになり、拝殿は出蜻蛉式に立て直された。また、凱旋報告を行う土佐神社の拝殿を入蜻蛉式に改めた。日本では蜻蛉は勝ち虫とも言われ古来より縁起物とされてきたことによる。
- 鳥居

天正14年（1586年）豊臣秀吉に従軍し島津討伐に向かう際、元親は戦勝祈願を行った。この時、軍旗が鳥居の笠木に引っかかって落ちた。衆人はこれを不吉としたが、元親は「敵を笠にかけて討伐する吉兆である」と出陣した。しかし、戸次川の戦いで嫡子信親を失うなど惨敗となった。憤慨した元親は帰国後、この鳥居を不祥のものとして解体し海に流したという。幕末の慶応元年（1865年）に地震があった際に鳥居の基礎が浮き出たという。これは神意であると明治3年（1870年）木製にて鳥居を再建した。老朽化により昭和11年（1936年）に建て替えられた。現在の鳥居は、木製鳥居が老朽化したので昭和55年（1980年）鉄筋コンクリート製にて建て替えられたものである。
- 長宗我部元親初陣像

外苑に建つ銅像。平成11年（1999年）元親没後400年を期して造られた。槍を持ち像の前にある四国地図を掴もうとする姿になっている。四国地図には初陣当時の四国の勢力分布が記されている。台座を含めた高さ約7m、槍の長さ約6mである。

## 摂末社
- 天神宮 - 祭神：天水分大神。一説には菅原道真公
- 荒神宮（大荒神） - 祭神：大年御祖神、大土御祖神
- 三座神社 - 祭神：山祇大神、宇迦之御魂神、大国主神
- 三社神社（椿社・薬神社） - 祭神：大山祇神、水波能売神、少彦名神
- 隼人社 - 祭神：福留隼人正

## 主な祭事

### 神田祭

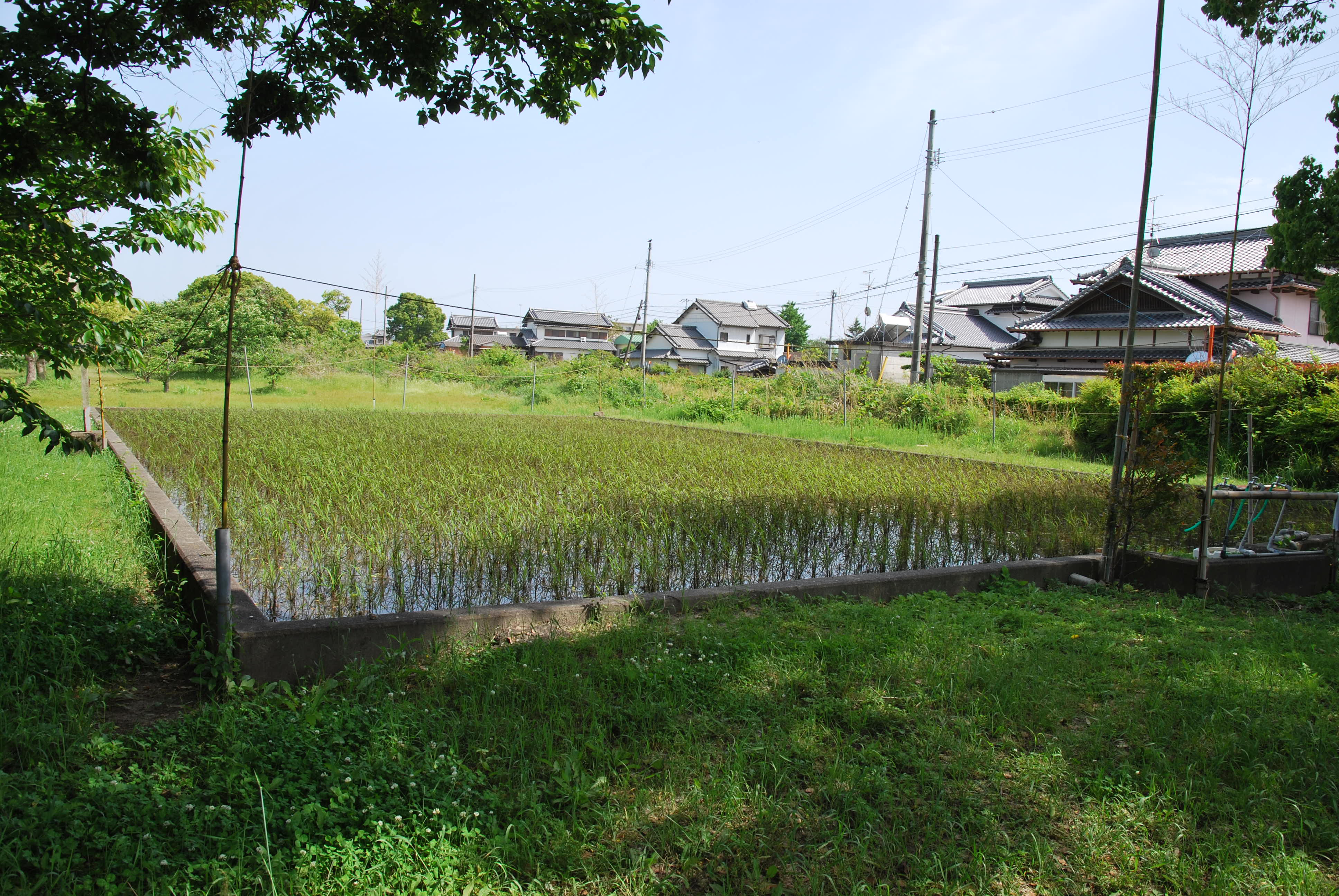
神田祭で使用される御神田

別名「どろんこ祭り」。早乙女が男性に泥を塗る祭である。4月第1土曜日より3日間開かれる。
氏子を中心に約300名の男女が浴衣姿で集まり、早苗と白米をおにぎり状にした「かこ」と呼ばれる神饌を供えて豊作を祈願する。その後、氏子から選ばれた12名の早乙女により外苑の御神田で田植えが行われる。田植えの後、早乙女が周囲にいる男性の顔や手足に泥を塗る。男性は逃げても構わないが捕まれば抵抗できないしきたりになっている。泥を塗られると無病で夏を乗り切れると言われている。
起源の伝承の一つとして、長宗我部氏の時代に疫病が流行った。若宮八幡宮に神田を奉納し疫病退散を祈願すると静まった。神田奉納の話は『長宗我部地検帳』に記載されている。

また、もう一つの挿話として、江戸時代になり土佐藩2代藩主山内忠義が領内視察を行った際に、早乙女の投げた早苗が泥をはね忠義の袴に掛かった。家臣が無礼討ちにしようとしたところ、忠義が「畦道は民百姓の道である。かような所を歩いていた我らの方が邪魔をした。今後一層仕事に励むように。」と許した。これを喜んだ人々が泥を掛け合って喜んだと言われている。

### 御神幸祭
別名「おなばれ」とも呼ばれる古式に則った御神幸式である。神輿とその前後に続く祭列が練り歩く。11月6日の秋季例祭で行われる。
行列は、お供衆、先祓い、神輿の順に進む。お供衆は、先頭を天狗面を被った猿田彦が進む。次に革籠が続く。革籠の中身は誰も確認したことがないが、言い伝えで源希義の遺品が入っているという。その後を土佐藩時代の風俗をした「お鉄砲組」が進む。先祓いとして、神輿の前を氏子から選ばれた10名の「練り子」と呼ばれる少年が白粉を塗り女装して木製の薙刀を持って舞いながら進む。神輿が神社に還御すると「行司ナバレ」という古式が社殿の前で奉納される。

## 現地情報
所在地
- 高知県高知市長浜6600番地

交通アクセス
- バス：とさでん交通桂浜線　南海中学校前停留所下車（南方向へ徒歩約5分）